# 拉脱维亚铁道客运公司
拉脱维亚铁道客运公司是拉脱维亚唯一的客运铁路公司。该公司成立于2001年11月，由电动火车公司和柴油火车合并为现在的铁道客运公司；该公司同时也是拉脱维亚铁路公司的子公司。自2008年10月起，铁道客运公司作为一家独立的国有公司上市，截至2017年，公司拥有1,075名员工。公司提供客运服务的列车主要是電力機車和柴油機車。
铁道客运公司目前运营10条线路（4条电动线路，6条柴油线路），其主要的运营基地是拉脱维亚首都里加；在2019年，铁道客运公司运送旅客1860万人次。